# Lisbeth Petersen
Lisbeth Beate Lindenskov Petersen (født 28. februar 1939 i Tórshavn, død 7. august 2024) var en færøsk politiker for (SB) (Sambandspartiet). Hun var fra 2001 til 2005 medlem af Folketinget, hvor hun var tilknyttet Venstres folketingsgruppe.

## Uddannelse og arbejdsliv
Petersen var datter af redaktør Georg L. Samuelsen og Rachel Samuelsen. Hun voksede op i Torshavn og tog realeksamen fra Færøernes Mellem- og Realskole i 1955, hvorefter hun tog til Danmark og gik på kostskole på Bagsværd Kostskole og Gymnasium, hvorfra hun blev nysproglig student i 1958. Derefter forskellige stillinger som kontorvikar på bl.a. sagførerkontorer i Tórshavn 1960-70, projektsekretær ved diverse projektopgaver for landsantikvaren ved Føroya Fornminnissavn (museum) 1980-92.

## Politisk karriere of tillidshverv
Petersen var aktiv i hovedstadens partiforening og sad i Sambandspartiets bestyrelse 1980-90, og var partisekretær 1982-87. Sideløbende med partiarbejdet var hun engageret i Sammenslutningen af Færøske Kvindeforeninger (KSF), hvor hun var i næstformand i bestyrelsen 1982-86. Hun kom i kommunalbestyrelsen i Tórshavnar kommuna ved kommunalvalget i 1984 og var hovedstadens viceborgmester 1984-92, og derefter borgmester 1992-96. Ved kommunalvalget i 2000 genopstillede hun ikke. Hun blev suppleant til Folketinget efter folketingsvalget i 1988, og var midlertidigt medlem af Folketinget 6.-19. oktober 1988. Ved lagtingsvalget i 1990 blev hun valgt for Suðurstreymoy. Hun afløste Edmund Joensen som partiformand i 2001 og beholdt posten til 2004. I marts 2007 forlod hun det politiske liv.
Lisbeth Petersen var medlem af Vestnordisk Råd 1990-98 og sad i formandskabet i hele perioden, heraf 1993-94 som formand.

## Hæder
Lisbeth Petersen blev Ridder af Dannebrog i 1995.